# Debbie Does Dallas
Debbie Does Dallas  ist ein Klassiker des pornographischen Films von 1978 mit Bambi Woods, der neben Behind the Green Door und Deep Throat zu den bekanntesten Filmen dieser Branche zählt.

## Inhalt
Der Film handelt von einer Gruppe von Cheerleadern, die versuchen, genug Geld für eine Reise nach Dallas zu verdienen, um die berühmten Dallas Cowboys Cheerleaders zu treffen. Im Film trug diese Gruppe den fiktiven Namen „Cowgirls“.

## Trivia
Der Film sollte ursprünglich unter dem Titel The Best Little Whore in Texas in die Kinos kommen. Im Gegensatz zum Titel spielt der Film weder in Dallas, noch hat Debbie mit irgendjemand Sex in Dallas. Verschiedene Szenen des Films wurden in der Pratt Institute Library in Brooklyn, New York ohne Kenntnis oder Genehmigung der Verwaltung gedreht. Der Film führte zu einer Reihe von Fortsetzungen und Ablegern wie Debbie Does New Orleans und Debbie Does Wall Street, mit jeweils anderen zeitgemäßen Darstellerinnen. Debbie Does Dallas wurde 2001 vom US-Branchenmagazin AVN in einer Rangliste der besten Pornos aller Zeiten mit dem 14. Platz bedacht.

## Musical
Im Jahr 2002 wurde Debbie Does Dallas als Musical-Komödie aufgeführt. Anders als das Originalvideo enthält das Musical keine Sexszenen.

## Rechtsstreit
Der Film mit Bambi Woods war im Jahr 1979 Gegenstand des Rechtsstreits „Dallas Cowboys Cheerleaders, Inc. v. Pussycat Cinema, Ltd“.  Klagegegenstand war die Verwendung von Cheerleader-Uniformen, die denen der Dallas Cowboys Cheerleaders sehr ähnlich sehen. Zudem zeigte die Filmwerbung die Hauptfigur in der Uniform mit Aussagen wie „Starring Ex-Dallas Cowgirl Cheerleader Bambi Woods.“ Die als Klägerin auftretende Dallas Cowboy Cheerleaders, Inc. beanspruchte Markenschutz an der für ihre Uniformen typischen Kombination von Farben und Schnittmustern. Das Gericht gab der Klage statt und erließ eine einstweilige Verfügung gegen den weiteren Vertrieb des Films. Das Urteil ist in der amerikanischen Rechtsprechungssammlung Federal Reporter nachzulesen: 604 F.2d 200 (2d Cir. 1979).

## Auszeichnungen
- 2008: AVN Award „Best Classic DVD“
- 2010: AVN Award „Best Classic Release“ (30th Anniversary Edition)

## Fortsetzungen
- Debbie Does Dallas 2
- Debbie Does Dallas 3
- Debbie Does Dallas 4 (mit Dana Lynn)

## Spin-offs und Remakes
- Debbie Does Wall Street (mit Nina Hartley), 1991
- Debbie Does Dallas: Next Generation (mit Lexus), 1997
- Debbie Does Dallas '99 (mit Lexus Locklear), 1998
- Debbie Does New Orleans (mit Sky Lopez), 1999
- Debbie Does Iowa (mit Sky Lopez), 2001
- Debbie Does Dallas: The Revenge (mit Sunrise Adams), 2003
- Debbie Does Dallas: East vs West (mit Sunrise Adams), 2004
- Debbie Does Dallas…Again (mit Stefani Morgan/Hillary Scott), 2007, ausgezeichnet mit dem Eroticline Award 2007 als „Bester US Film“.